# André Luís Neitzke
André Luís Neitzke (nacido el 24 de noviembre de 1986) es un futbolista brasileño que se desempeña como centrocampista y que actualmente juega con el Neuchâtel Xamax FC de la Superliga de Suiza.
Jugó para clubes como el Caxias do Sul, Cerezo Osaka, Tokushima Vortis, São José, FC Schaffhausen y Sion.

## Trayectoria

### Clubes
| Club               | País   | Año         |
| ------------------ | ------ | ----------- |
| Caxias do Sul      | Brasil | 2004 - 2005 |
| Cerezo Osaka       | Japón  | 2006        |
| Tokushima Vortis   | Japón  | 2006 - 2008 |
| São José           | Brasil | 2010        |
| Porto Alegre       | Brasil | 2011 - 2013 |
| Veranópolis        | Brasil | 2013        |
| Taubaté            | Brasil | 2013        |
| Toledo             | Brasil | 2014        |
| FC Schaffhausen    | Suiza  | 2014 - 2017 |
| Sion               | Suiza  | 2017 - 2019 |
| Neuchâtel Xamax FC | Suiza  | 2019 -      |